# غجراتيون

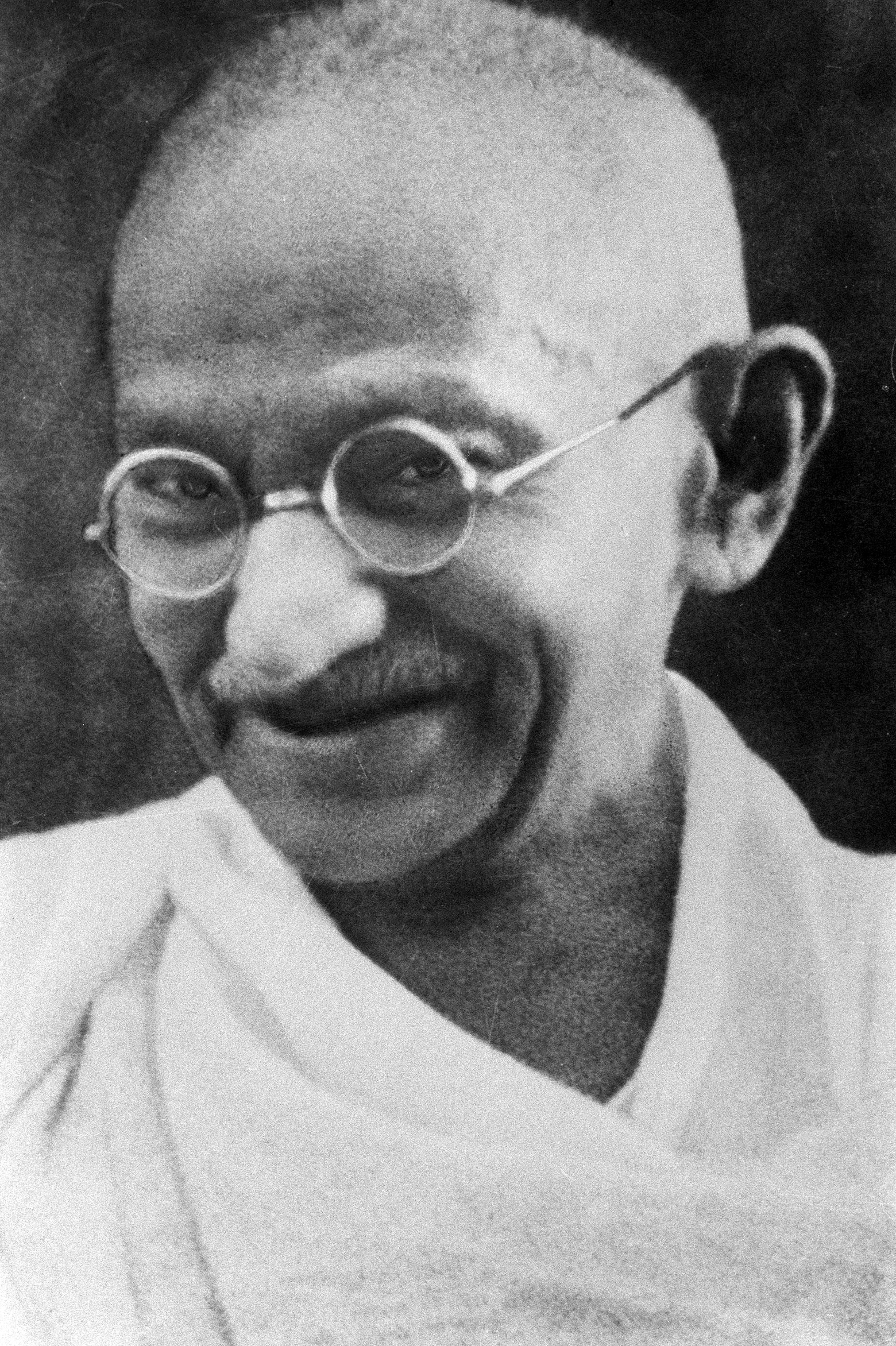

الغـُجـُراتيون هم مجموعة عرقية هندية تتحدث اللغة الغجراتية، والموطن الأصلي للغجراتيين هو الهند؛ حيث يشكّلون غالبية سكان ولاية كجرات. بالإضافة لوجودهم في دول عديدة هاجر إليها الغجراتيون كباكستان، والمملكة المتحدة، والولايات المتحدة الأمريكية، وكندا، وماليزيا، وسنغافورة، وفيجي، وبعض الدول الإفريقية.